# Afroclanis martha
Afroclanis martha är en fjärilsart som beskrevs av Adolf G. Closs 1911. Afroclanis martha ingår i släktet Afroclanis och familjen svärmare. Inga underarter finns listade i Catalogue of Life.